# Birdman
Birdman: or (The Unexpected Virtue of Ignorance) är ett amerikansk svart komedi-drama från 2014 i regi av Alejandro González Iñárritu. Tillsammans med Nicolás Giacobone, Alexander Dinelaris och Armando Bo skrev González Iñárritu även filmens manuskript. I filmen medverkar Michael Keaton med övriga skådespelare som Zach Galifianakis, Edward Norton, Andrea Riseborough, Amy Ryan, Emma Stone och Naomi Watts.
Birdman är anmärkningsvärd eftersom den är gjord på ett sätt så att den verkar vara filmad i en enda tagning, en idé regissören hade redan från början. För detta krävdes extrem noggrannhet och flera veckors repetitioner och övningar av både filmteamet och skådespelarna, vilka behövde memorera upp till 15 sidor dialog för att kunna fullfölja de långa tagningarna. Eftersom filmningen skedde med så långa tagningar, tog det bara två veckor att redigera ihop hela filmen. Musiken består till stor del av bara trummor, som spelas av Antonio Sánchez. Filmen hade världspremiär på Filmfestivalen i Venedig 2014 och amerikansk biopremiär 17 oktober 2014. I Sverige hade filmen premiär den 9 januari 2015.
Vid Golden Globe-galan 2015 nominerades Birdman till sju priser och vann två för Bästa manliga huvudroll (musikal eller komedi) till Keaton och för Bästa manus. Vid BAFTA-galan 2015 nominerades filmen till tio priser och vann en för Bästa foto. Vid Oscarsgalan 2015 nominerades filmen till nio Oscars och var då den film som, tillsammans med The Grand Budapest Hotel, hade fått flest nomineringar. Där vann filmen fyra priser för Bästa film, Bästa regi, Bästa originalmanus och Bästa foto.

## Handling
Riggan Thomson (Michael Keaton) är en utbränd skådespelare som är mest känd för att ha spelat den ikoniska superhjälten Birdman i flera storfilmer decennier tidigare. Han plågas av Birdmans röst som obarmhärtigt kritiserar honom, och han ser sig själv besitta telekinetiska förmågor. Riggan försöker återuppliva sin karriär genom att regissera, skriva och medverka i en teaterföreställning på Broadway, baserad på novellen "What We Talk About When We Talk About Love" av Raymond Carver, och hoppas även kunna övervinna sitt ego och återställa sina familjeproblem.

## Rollista
- Michael Keaton – Riggan Thomson / Birdman
- Edward Norton – Mike Shiner, en hyllad Broadway-skådespelare
- Emma Stone – Sam Thomson, Riggans dotter och assistent
- Naomi Watts – Lesley, skådespelerska och Mikes ex-flickvän
- Zach Galifianakis – Jake, Riggans advokat och bästa vän
- Andrea Riseborough – Laura, skådespelerska och Riggans flickvän
- Amy Ryan – Sylvia Thomson, Riggans ex-hustru och Sams mamma
- Lindsay Duncan – Tabitha Dickinson, teaterkritiker
- Merritt Wever – Annie, inspicient

## Utmärkelser
| Utmärkelse    | Kategori                                       | Mottagare                                                                       | Resultat  |
| ------------- | ---------------------------------------------- | ------------------------------------------------------------------------------- | --------- |
| Oscar         | Bästa film                                     | Alejandro González Iñárritu, John Lesher, James W. Skotchdopole                 | Vann      |
| Oscar         | Bästa regi                                     | Alejandro González Iñárritu                                                     | Vann      |
| Oscar         | Bästa originalmanus                            | Alejandro González Iñárritu, Nicolás Giacobone, Alexander Dinelaris, Armando Bo | Vann      |
| Oscar         | Bästa foto                                     | Emmanuel Lubezki                                                                | Vann      |
| Oscar         | Bästa manliga huvudroll                        | Michael Keaton                                                                  | Nominerad |
| Oscar         | Bästa manliga biroll                           | Edward Norton                                                                   | Nominerad |
| Oscar         | Bästa kvinnliga biroll                         | Emma Stone                                                                      | Nominerad |
| Oscar         | Bästa ljudredigering                           | Aaron Glascock, Martín Hernández                                                | Nominerad |
| Oscar         | Bästa ljud                                     | Jon Taylor, Frank A. Montaño, Thomas Varga                                      | Nominerad |
| Golden Globes | Bästa manliga huvudroll – musikal eller komedi | Michael Keaton                                                                  | Vann      |
| Golden Globes | Bästa manus                                    | Alejandro González Iñárritu, Nicolás Giacobone, Alexander Dinelaris, Armando Bo | Vann      |
| Golden Globes | Bästa film – musikal eller komedi              | Birdman: or (The Unexpected Virtue of Ignorance)                                | Nominerad |
| Golden Globes | Bästa regi                                     | Alejandro González Iñárritu                                                     | Nominerad |
| Golden Globes | Bästa manliga biroll                           | Edward Norton                                                                   | Nominerad |
| Golden Globes | Bästa kvinnliga biroll                         | Emma Stone                                                                      | Nominerad |
| Golden Globes | Bästa musik                                    | Antonio Sánchez                                                                 | Nominerad |
| BAFTA Awards  | Bästa foto                                     | Emmanuel Lubezki                                                                | Vann      |
| BAFTA Awards  | Bästa film                                     | Alejandro González Iñárritu, John Lesher, James W. Skotchdopole                 | Nominerad |
| BAFTA Awards  | Bästa regi                                     | Alejandro González Iñárritu                                                     | Nominerad |
| BAFTA Awards  | Bästa manliga huvudroll                        | Michael Keaton                                                                  | Nominerad |
| BAFTA Awards  | Bästa manliga biroll                           | Edward Norton                                                                   | Nominerad |
| BAFTA Awards  | Bästa kvinnliga biroll                         | Emma Stone                                                                      | Nominerad |
| BAFTA Awards  | Bästa originalmanus                            | Alejandro González Iñárritu, Nicolás Giacobone, Alexander Dinelaris, Armando Bo | Nominerad |
| BAFTA Awards  | Bästa musik                                    | Antonio Sánchez                                                                 | Nominerad |
| BAFTA Awards  | Bästa ljud                                     | Thomas Varga, Martín Hernández, Aaron Glascock, Jon Taylor, Frank A. Montaño    | Nominerad |
| BAFTA Awards  | Bästa klippning                                | Douglas Crise, Stephen Mirrione                                                 | Nominerad |